# Otto Rippel

Otto Rippel

Otto Rippel (* 30. Januar 1878 in Hagen; † 18. Januar 1957 ebenda) war ein deutscher Verleger und Politiker (DNVP, CSVD, später CDU).

## Leben

### Beruf
Nach dem Besuch der Volksschule absolvierte Otto Rippel eine Buchhändlerlehre, die er mit der Gehilfenprüfung abschloss. In den folgenden Jahren arbeitete er als Verlagsbuchhändler in Hagen. Er wurde 1901 selbständiger Verleger, war Besitzer einer Druckerei und leitete später den Zeitungsverlag Otto Rippel Verlag.

### Partei
Rippel war bis 1918 Vorstandsmitglied der Christlich-Sozialen Partei und zählte nach der Novemberrevolution zu den Mitbegründern der DNVP, deren Vorstand er von 1919 bis 1930 angehörte. Aufgrund innerparteilicher Differenzen wechselte er 1929 zum CSVD über. 1945 schloss er sich der CDU an. Bei den Christdemokraten war er Mitglied des Zentralvorstandes und des Zonenausschusses.

### Abgeordneter
Rippel war von 1908 bis 1924, im Jahre 1933 sowie seit 1945 Stadtverordneter in Hagen. Er gehörte von 1919 bis 1921 der Verfassunggebenden Preußischen Landesversammlung an und war anschließend bis 1924 sowie erneut 1933 Mitglied des Preußischen Landtages. Bei der Reichstagswahl im Mai 1924 wurde er in den Deutschen Reichstag gewählt, dem er bis 1928 angehörte. Von 1930 bis 1932 war er für den CSVD wiederum Mitglied des Reichstages. Rippel gehörte seit 1946 dem Ernannten Nordrhein-Westfälischen Landtag an und war von 1947 bis 1950 Mitglied des ersten frei gewählten Nordrhein-Westfälischen Landtages. Hier war er stellvertretender Vorsitzender der CDU-Fraktion.

### Öffentliche Ämter
Rippel amtierte von 1946 bis 1952 als Bürgermeister (stellvertretender Oberbürgermeister) der Stadt Hagen.